# Východoněmecká hokejová reprezentace

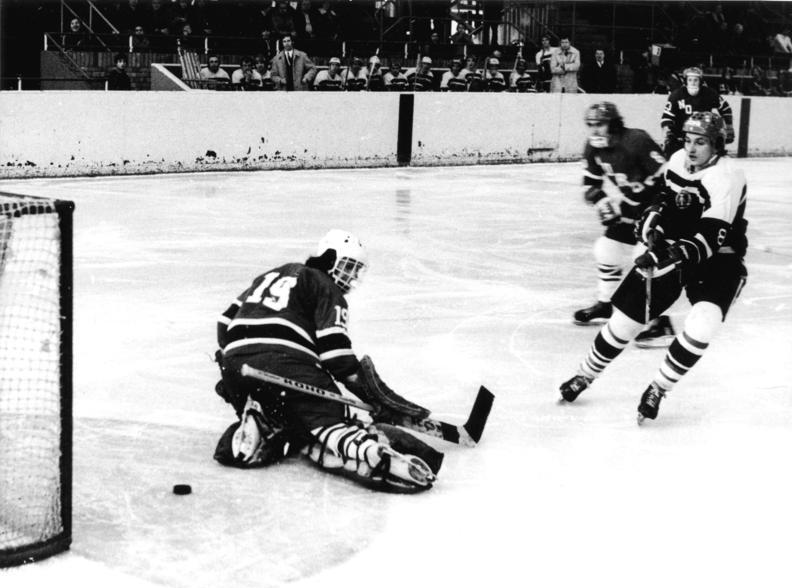
Hartmut Nickel (vpravo) střílí gól v zápase proti Norsku, který NDR vyhrála 6:2 (rok 1974).

Mužstvo hrálo se znakem NDR na prsou.

Východoněmecká hokejová reprezentace je bývalé národní reprezentační mužstvo Německé demokratické republiky v ledním hokeji. Vzniklo na základě rozdělení Německa na západní a východní část po 2. světové válce. Hokejisté východního Německa nedosahovali úrovně velké šestky (Kanada, SSSR, USA, Finsko, Československo, Švédsko), ale patřili k širší světové špičce.
Na Mistrovství světa v ledním hokeji debutovali v roce 1956: poté, co neuspěli v kvalifikaci o postup na olympijský turnaj 1956 s týmem západního Německa, vyhráli skupinu B před Norskem a Belgií. V elitní skupině se poprvé představili o rok později v Moskvě a skončili na pátém místě. Na MS 1962 v USA nebyl tým pozván na protest proti stavbě Berlínské zdi, mistrovství poté bojkotovali i Čechoslováci a Sovětský svaz. Historickým úspěchem NDR bylo MS 1966, na kterém porazili Švédy 4:1 a získali tak bronzové medaile z mistrovství Evropy v ledním hokeji. V roce 1969 vydalo vedení SED směrnici o rozvoji vrcholového sportu (Leistungssportbeschluss), která vyřadila lední hokej ze seznamu disciplín, které měly přednostní nárok na státní podporu. Jedním z důvodů byl nezdar na olympiádě 1968, kde tým NDR skončil až na osmém místě a prohrál s rivalem ze západního Německa. To vedlo k úpadku tohoto sportu, počet účastníků nejvyšší soutěže byl zredukován na pouhé dva: Dynamo Weisswasser a Dynamo Berlín. Tým NDR nadále nereflektoval na účast na olympiádě, i když by na ni podle postavení ve světovém žebříčku měl právo, a hrál pouze Pohár Thayera Tutta, který v roce 1984 vyhrál.
S Československem odehráli 58 zápasů, z toho jeden vyhráli, ve dvou remizovali a 55 prohráli: Seznam zápasů československé a východoněmecké hokejové reprezentace.
V roce 1990 se sloučili do společného týmu Německa.
- První zápas:  NDR 3:8  Polsko – 28. ledna 1951[3]
- Nejvyšší výhra:  NDR 20:0  Francie – 12. března 1980
- Nejvyšší prohra:  Československo 25:2  NDR – 17. října 1951
- Poslední zápas:  NDR 2:3  Rakousko – 8. dubna 1990[4]

## Účast na olympijských hrách
- 1928–1948 – bez účasti, (viz Německá hokejová reprezentace)
- 1952 – bez účasti
- 1956 – 6. místo (Společné družstvo Německa)
- 1960 – 6. místo (Společné družstvo Německa)
- 1964 – 7. místo (Společné družstvo Německa)
- 1968 – 8. místo
- 1972 – bez účasti
- 1976 – bez účasti
- 1980 – bez účasti
- 1984 – bez účasti
- 1988 – bez účasti
- 1992 a dále – viz Německá hokejová reprezentace

## Mistrovství světa
- 1920–1955 – bez účasti, (viz Německá hokejová reprezentace)
- 1956 – 11. místo (vítěz skupiny „B“)
- 1957 – 5. místo – elitní skupina mistrovství světa
- 1958 – bez účasti
- 1959 – 9. místo – elitní skupina mistrovství světa
- 1961 – 5. místo – elitní skupina mistrovství světa
- 1962 – bez účasti
- 1963 – 6. místo – elitní skupina mistrovství světa
- 1965 – 5. místo – elitní skupina mistrovství světa
- 1966 – 5. místo – elitní skupina mistrovství světa
- 1967 – 7. místo – elitní skupina mistrovství světa
- 1968 – 8. místo – elitní skupina mistrovství světa – sestup
- 1969 – 7. místo (vítěz skupiny „B“)
- 1970 – 5. místo – elitní skupina mistrovství světa
- 1971 – 9. místo (3. ve skupině „B“)
- 1972 – 9. místo (3. ve skupině „B“)
- 1973 – 7. místo (vítěz skupiny „B“)
- 1974 – 6. místo – elitní skupina mistrovství světa
- 1975 – 7. místo (vítěz skupiny „B“)
- 1976 – 8. místo – elitní skupina mistrovství světa
- 1977 – 9. místo (vítěz skupiny „B“)
- 1978 – 7. místo – elitní skupina mistrovství světa
- 1979 – 10. místo (2. ve skupině „B“)
- 1981 – 12. místo (4. ve skupině „B“)
- 1982 – 9. místo (vítěz skupiny „B“)
- 1983 – 6. místo – elitní skupina mistrovství světa
- 1985 – 8. místo – elitní skupina mistrovství světa
- 1986 – 11. místo (3. ve skupině „B“)
- 1987 – 13. místo (5. ve skupině „B“)
- 1989 – 13. místo (5. ve skupině „B“)
- 1990 – 13. místo (5. ve skupině „B“)
- 1991 a dále – viz Německá hokejová reprezentace